# Volkmarskeller

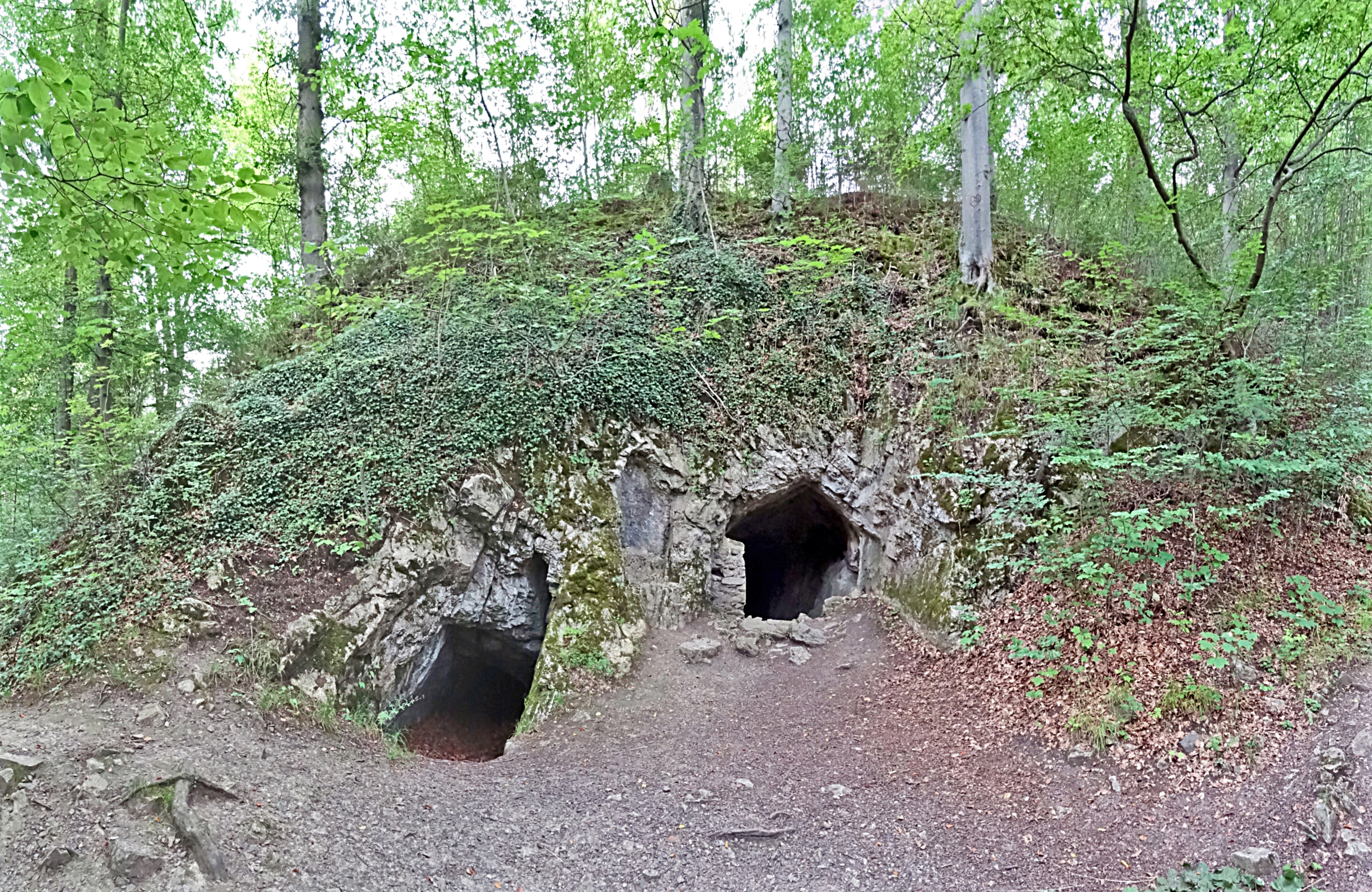
Volkmarskeller

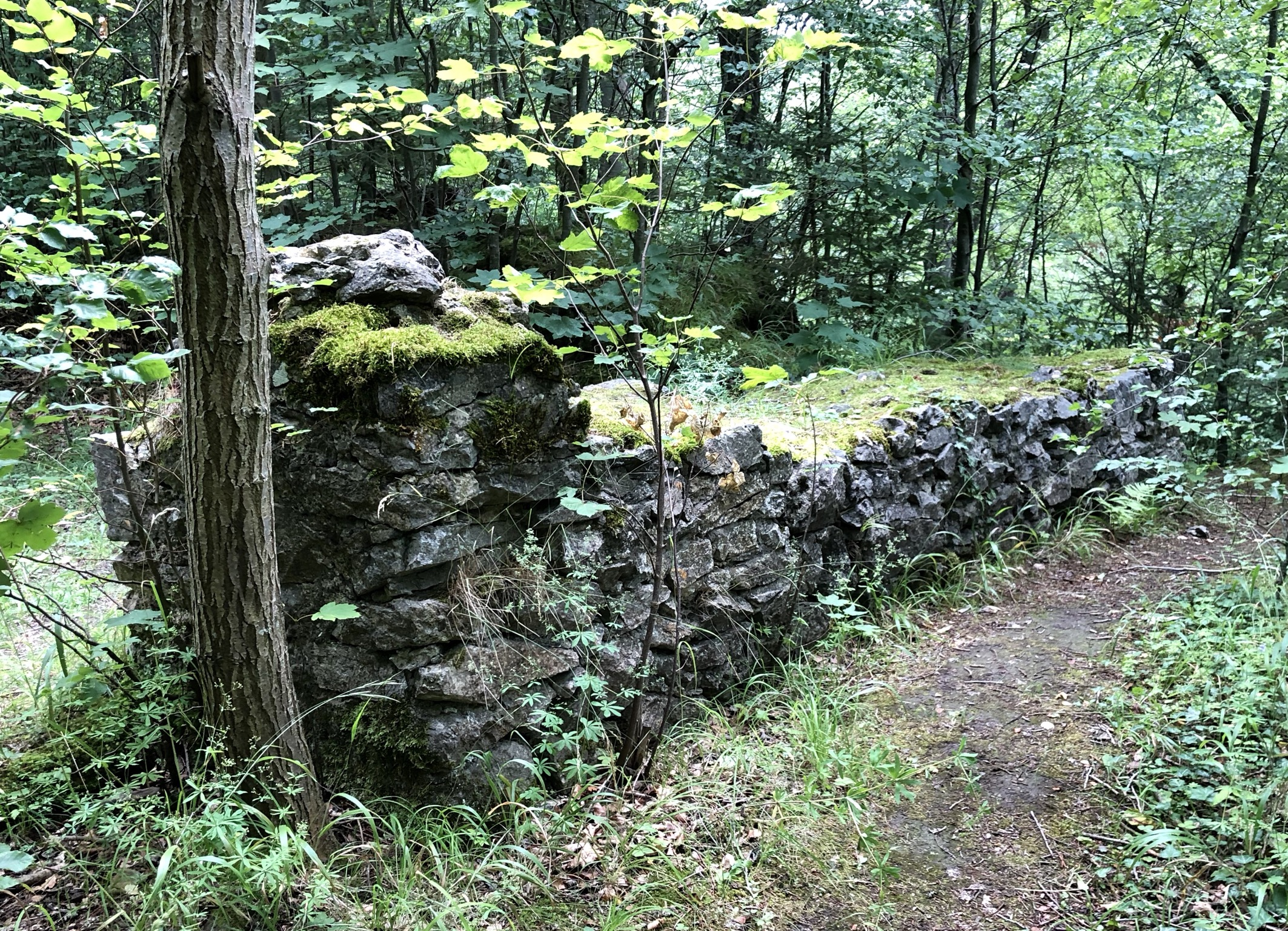
Mauerreste der Kirche oberhalb des Volkmarskellers, 2019

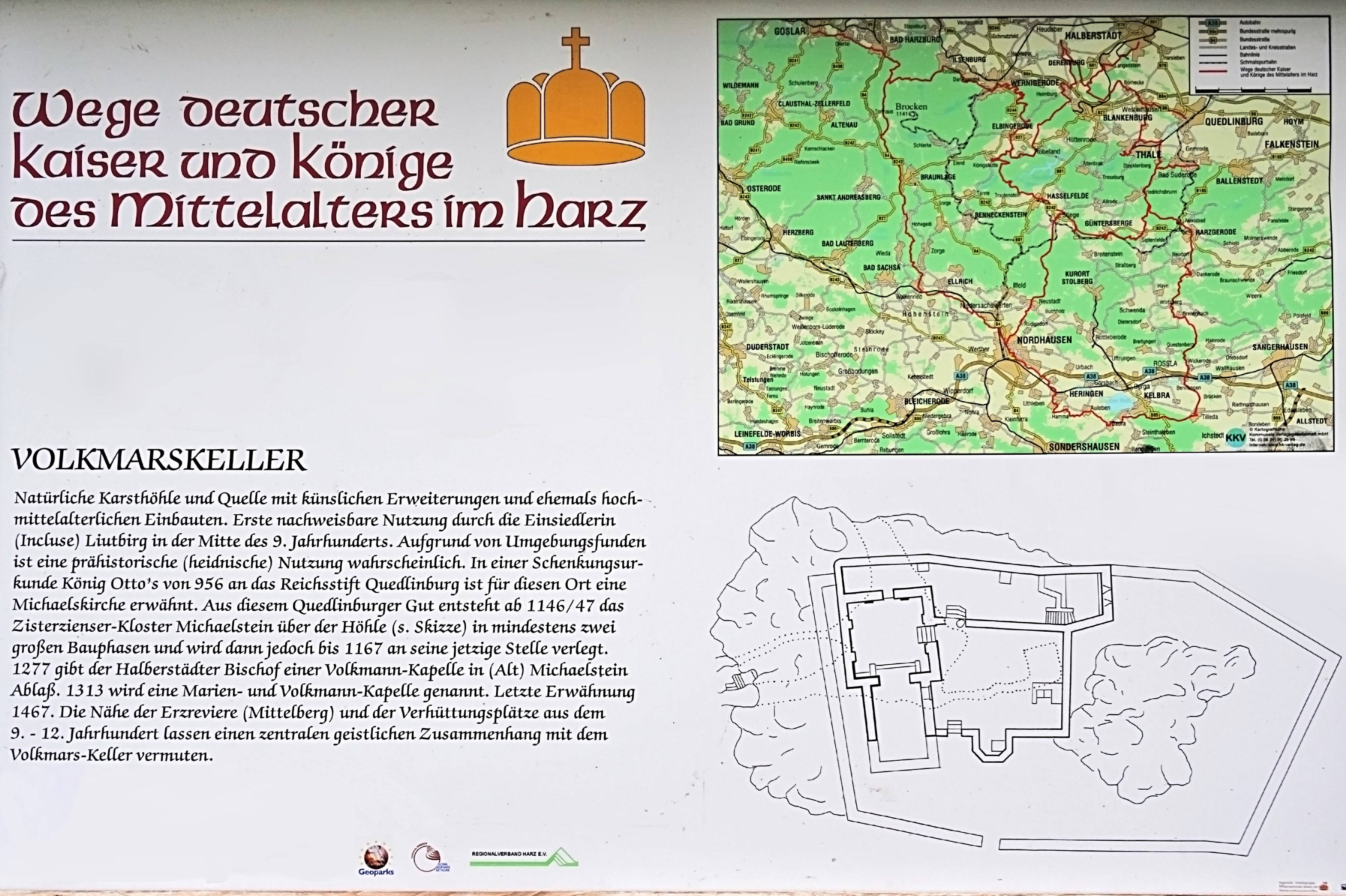
Infotafel Volkmarskeller

Volkmarskeller wird eine Höhle des Mittelgebirges Harz mit einer einst daneben befindlichen Kirche in der Nähe von Blankenburg im Landkreis Harz (Sachsen-Anhalt) genannt.

## Geographische Lage
Der Volkmarskeller befindet sich im Naturpark Harz/Sachsen-Anhalt knapp 5 km westlich der Altstadt von Blankenburg im oberen Teil des Klostergrundes. Er liegt etwa auf der halben Strecke des Wanderweges, der vom Kloster Michaelstein zur Elbingeröder Waldsiedlung Eggeröder Brunnen führt und die Höhle etwas unterhalb passiert.

## Geschichte
Um die Zeit von 850 bis 870 lebte in einer Klause die von den Zeitgenossen hoch geachtete Klausnerin Liutbirg, die eine enge Vertraute der Bischöfe Haimo von Halberstadt und Ansgar von Bremen gewesen ist. Deren Klause wurde bis in die 1930er Jahre im Volkmarskeller vermutet, bis Walther Grosse nachweisen konnte, dass es sich um das Kloster Wendhusen bei Thale handelte.
Die dem heiligen Michael geweihte Kirche neben der Klause wurde 956 von Otto I. dem Stift Quedlinburg geschenkt. Die unweit der kaiserlichen Jagdpfalz Bodfeld befindliche Höhle diente fortan frommen Einsiedlern als Unterkunft, so wird z. B. 1118 vom Tod eines Bernhardus presbyter solitarius de Laide sancti Michaelis berichtet. Nach einigen Jahren der Vorbereitung seit 1135 erfolgte gemäß den Annales Cistercienses am 28. Juli 1146 die offizielle Besetzung der Höhle und Kirche mit Zisterziensermönchen aus dem Kloster Kamp unter Leitung des Abtes Roger.
Auf Bitten des Äbtissin Beatrix II. von Quedlinburg bestätigte Papst Innozenz II. 1146 die Klostergründung und die diesem bereits 1138/39 vom Quedlinburger Ministerialen Burchard geschenkten Güter in Marsleben, Groß- und Klein-Ditfurt, Sülten und anderen Orten (heute meist Wüstungen in der Nähe von Quedlinburg). Burchard schloss sich dem neuen Konvent an. Im Zeitraum von 1151 bis 1167 wurde das Mönchskloster nach Evergodesrode an den unteren Talsausgang an der heutigen Stelle des Klosters Michaelstein verlegt. 
Die verfallene Höhle wurden in den Jahren 1884–1887 von Baurat Brinkmann wieder ausgegraben und zugänglich gemacht.

## Grube Volkmar
Unweit des Volkmarskellers befindet sich die ehemalige Eisenerzgrube Volkmar. Die zunächst in Pingen seit dem Mittelalter abgebauten Roteisenerze gehören genetisch zu den sedimentär-exhalativen Lagerstätten vom Lahn-Dill-Typ. In der Grube Volkmar wurde das steilstehende Eisenerzlager im Firstenbau abgebaut. Die hämatitischen Eisenerze sind an die devonische Riffkalksteine des Elbingeröder Komplexes gebunden.
Hier ereignete sich 1893 eine Sprengstoffexplosion, die durch die komplizierte Handhabung von Dynamit bei Temperaturen unter 7 °C verursacht wurde. Danach wurde die Grube stillgelegt. Der Bergverein zu Hüttenrode setzte 2007 den dabei ums Leben gekommenen Kumpeln ein Denkmal, das am Fahr- und Waldweg zwischen Eggeröder Brunnen–Volkmarskeller und dem Kloster Michaelstein bei Blankenburg steht.

## Wandern
Der frei zugängliche Volkmarskeller ist als Nr. 87 in das System der Stempelstellen der Harzer Wandernadel einbezogen. Die Höhle ist im mitteldeutschen Höhlenkataster unter der Nummer RÜ-19 geführt.